# Gene Simmons (album)
Gene Simmons je sólové album baskytaristy a zakládajícího člena skupiny Kiss
Jedná se o jedno ze čtyř alb vydaných všemi členy skupiny a která vyšla shodně 18. září 1978
Album se umístilo na 22. místě US Billboard album chart

Skupina Kiss se v roce 1978 dostávala na svůj vrchol komerční úspěšnosti. V průběhu dvou let měla čtyři platinová alba, průměrná návštěvnost koncertů byla 13 350 lidí, hrubý příjem skupiny za rok 1977 byl 10,2 mil. dolarů. Členové skupiny spolu s kreativním manažerem Billem Aucoinem hledali cestu, jak se dostat do další úrovně popularity. Pro rok 1978 Bill určil dva způsoby, jak situaci využít. Prvním byl nápad vydat čtyři sólová alba členů skupiny současně. I když na výrobě těchto alb navzájem nespolupracovali, byla vydána jako alba skupiny Kiss s podobným designem obalů. Alba vyšla naráz v jeden den. Byla to šance pro členy skupiny prezentovat své individuální hudební představy ve spolupráci s jinými hudebníky. Na Geneho albu hraje člen skupiny Aerosmith Joe Perry, zpívá disko hvězda Donna Summer a jeho tehdejší přítelkyně Cher. Alba, které nahráli Stanley a Frehley jsou víc hard rocková a Crissovo album je laděno víc baladicky ve stylu R&B. Na trh bylo dáno 5 mil. nosičů, všechna čtyři alba se dostala do první padesátky žebříčku Billboardu.

## Seznam skladeb
| Pořadí | Název                           | Autor                     | Délka |
| ------ | ------------------------------- | ------------------------- | ----- |
| 1.     | Radioactive                     | Simmons                   | 3:50  |
| 2.     | Burning Up With Fever           | Simmons                   | 4:19  |
| 3.     | See You Tonite                  | Simmons                   | 2:30  |
| 4.     | Tunnel Of Love                  | Simmons                   | 3:49  |
| 5.     | True Confessions                | Simmons                   | 3:30  |
| 6.     | Living In Sin                   | Simmons / Delaney / Marks | 3:05  |
| 7.     | Always Near You/Nowhere To Hide | Simmons                   | 4:12  |
| 8.     | Man Of 1,000 Faces              | Simmons                   | 3:16  |
| 9.     | Mr. Make Believe                | Simmons                   | 4:00  |
| 10.    | See You In Your Dreams          | Simmons                   | 2:48  |
| 11.    | When You Wish Upon A Star       | Washington / Harline      | 2:44  |

## Obsazení

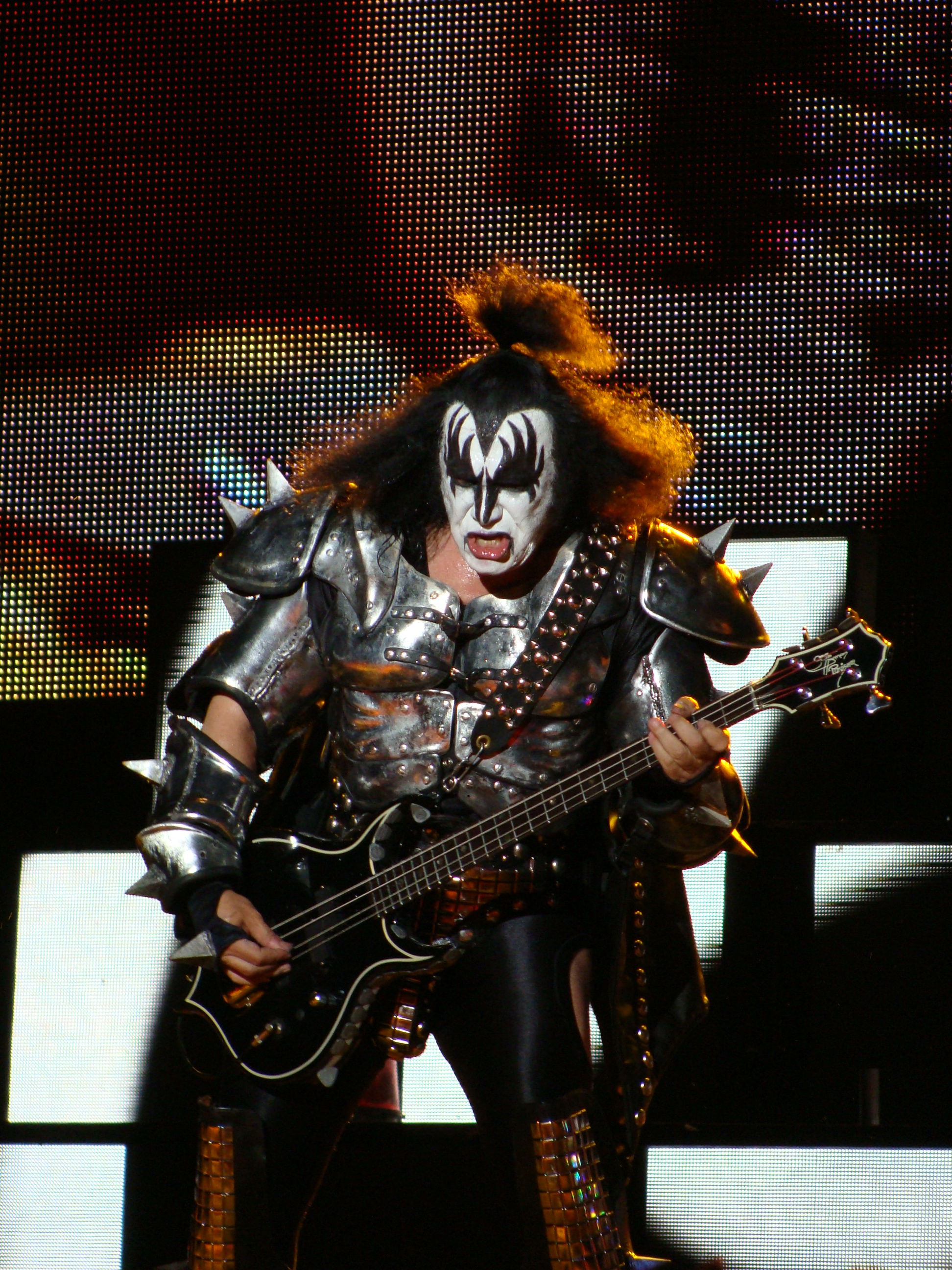
Gene Simmons

- Gene Simmons – zpěv,basová a akustická kytara,co-producent
- Neil Jason – basová kytara
- Elliot Randall – kytara
- Allan Schwartzberg – bicí
- Sean Delaney – perkusové nástroje,vokály
- Ron Frangipane – symfonické úpravy a dirigent členů Newyorské a Losangeleské filharmonie
- Gordon Grody, Diva Gray, Kate Sagal , Franny Eisenberg, Carolyn Ray – doprovodný zpěv